# 岷山毛建草
岷山毛建草（学名：Dracocephalum purdomii）为唇形科青兰属下的一个种。

## 扩展阅读
- 維基物種上的相關：岷山毛建草